# Вільйо Ейнар Туомпо
Вільйо Ейнар Туомпо (фін. Wiljo Einar Tuompo; 23 вересня 1893, Порнайнен — 25 листопада 1957, Гельсінкі) — фінський воєначальник, генерал-лейтенант.

## Біографія
Учасник Першої світової війни, служив в 27-му єгерському батальйоні (1915—18). В 1935—45 роках — начальник прикордонної охорони. З кінця 1944 по 1948 року жив в Швейцарії. В 1950—57 роках — директор банку.

## Звання
- Лейтенант (6 лютого 1916)
- Обер-лейтенант (9 серпня 1917)
- Капітан (11 лютого 1918)
- Майор (24 грудня 1919)
- Підполковник (16 травня 1925)
- Полковник (15 червня 1928)
- Генерал-майор (16 травня 1938)
- Генерал-лейтенант (1941)

## Нагороди

### Фінляндія
- Залізний хрест заслуг шюцкору
- Орден Хреста Свободи
  - 4-го класу з мечами
  - 1-го класу із зіркою, дубовим листям і мечами
- Орден Білої троянди (Фінляндія), командорський хрест
- Єгерський орден
- Пам'ятна медаль визвольної війни з розеткою
- Пам'ятна медаль Зимової війни
- Пам'ятна медаль Війни-продовження
- Медаль «За заслуги в цивільній обороні»

### Німеччина
- Залізний хрест 2-го класу
- Почесний хрест ветерана війни з мечами
- Орден Заслуг німецького орла 2-го класу з мечами
- Застібка до Залізного хреста 2-го класу
- Залізний хрест 1-го класу

### Інші країни
- Орден Орлиного хреста 2-го класу із зіркою (Естонія)
- Орден Трьох зірок, великий офіцерський хрест із зіркою (Латвія)
- Орден Меча, командорський хрест (Швеція)
- Орден Відродження Польщі, командорський хрест із зіркою
- Орден Корони Румунії, великий хрест
- Орден Святої Корони, командорський хрест 1-го класу (Угорщина)